# Armariz (Junquera de Ambía)
Armariz (llamada oficialmente San Salvador de Armariz) es una parroquia y un lugar del municipio español de Junquera de Ambía, en la provincia de Orense, Galicia.

## Organización territorial
La parroquia está formada por doce entidades de población:
- A Chouzana
- A Pousa
- Areás
- As Casas Novas
- Armariz
- Merí
- Os Casares
- Outorelo (Outerelo)
- Salgueiros
- San Andrés
- Vilanova
- Vilariño do Río

## Demografía

### Parroquia
| Gráfica de evolución demográfica de Armariz (parroquia) entre 2000 y 2022 |
|                                                                           |
| Datos según el nomenclátor publicado por el INE.                          |

### Lugar
| Gráfica de evolución demográfica de Armariz (lugar) entre 2000 y 2022 |
|                                                                       |
| Datos según el nomenclátor publicado por el INE.                      |